# Медолюб квінслендський
Медолюб квінслендський (Xanthotis macleayanus) — вид горобцеподібних птахів родини медолюбових (Meliphagidae). Ендемік Австралії.

## Поширення і екологія
Квінслендські медолюби мешкають на північно-східному узбережжі Австралії в штаті Квінсленд, від Куктауна на півночі до південних схилів гір Палума на півдні. Вони живуть в сухих і вологих тропічних лісах, в мангрових заростях, парках і садах. Зустрічаються на висоті до 1100 м над рівнем моря.